# Trần Quang Quý
Trần Quang Quý (1955–2022) là nhà thơ Việt Nam, được tặng Giải thưởng Nhà nước về Văn học Nghệ thuật vào năm 2017.     

## Tiểu sử
Trần Quang Quý sinh ngày 02 tháng 01 năm 1955 tại xã Xuân Lộc, huyện Thanh Thủy, tỉnh Phú Thọ.
Năm 1971, Trần Quang Quý nhập ngũ vào Công an nhân dân vũ trang (nay là Bộ đội Biên phòng) hoạt động tại các tỉnh Nghệ An, An Giang, Kiên Giang. Năm 1977, Trần Quang Quý chuyển ngành làm cán bộ văn hóa thông tin tỉnh Phú Thọ. Từ năm 1983 đến năm 1985, ông theo học khóa II Trường viết văn Nguyễn Du (sau này là Đại học Văn hóa Hà Nội). Sau đó ông chuyển sang làm báo: Trưởng ban biên tập báo Nông dân Việt Nam (nay là báo Nông thôn ngày nay) (1988 – 1994); biên tập viên, rồi Tổng biên tập tạp chí Dân số và Gia đình (1994 – 1998); Tổng biên tập báo Gia đình và Xã hội (1998 – 2005). Giai đoạn 1996 đến 2000, ông theo học và tốt nghiệp Đại học Ngoại ngữ Hà Nội.
Năm 2009, ông làm Phó Giám đốc Nhà xuất bản Hội Nhà văn thuộc Hội Nhà văn Việt Nam cho đến năm 2019 thì nghỉ hưu.
Ông là đảng viên Đảng Cộng sản Việt Nam; hội viên Hội Nhà văn Việt Nam từ năm 1993.
Ông mất ngày 10 tháng 9 năm 2022 tại Hà Nội.

## Sự nghiệp
Trần Quang Quý được ghi nhận là một nhà thơ có nhiều tìm tòi, đổi mới trong thi ca. Những tác phẩm nổi bật của ông có: “Viết tặng em trong ngôi nhà chật”, “Mắt thẳm”, “Giấc mơ hình chiếc thớt”, “Siêu thị mặt”...
Bên cạnh sáng tác thơ, Trần Quang Quý cũng viết kịch bản phim truyện, truyện ngắn và ký. Những tác phẩm nổi bật ở hai thể loại này có thể kể đến: “Lời sám hối muộn mằn” (phim truyện), “Chị Châu” (phim truyện), “Bờ sông trăng sáng” (truyện ngắn), “Bay lên những giấc mơ” (bút ký, 2017)...
Gia tài văn học của ông có gần 20 cuốn sách gồm cả tập thơ, truyện ngắn, kịch bản phim, bút ký. Ngoài những tập thơ đã xuất bản trong nước, thơ Trần Quang Quý đã được dịch và in ở nhiều nước như Mỹ, Hàn Quốc, Ba Lan, Cộng hòa Séc…
Trần Quang Quý đã nhiều lần nhận được giải thưởng văn học của Hội Nhà văn Việt Nam, tạp chí Văn nghệ quân đội, tuần báo Văn nghệ, báo Người Hà Nội, Bộ đội biên phòng…
Năm 2017, ông được tặng Giải thưởng Nhà nước về Văn học Nghệ thuật với cụm tác phẩm: Giấc mơ hình chiếc thớt (tập thơ); Màu tự do của đất (tập thơ); Siêu thị mặt (tập thơ).

## Tác phẩm chính
- Viết tặng em trong ngôi nhà chật (thơ, 1990);
- Mắt thẳm (thơ, 1993);
- Lời sám hối muộn mằn (phim truyện, 1995);
- Chị Châu (phim truyện, 1996);
- Giấc mơ hình chiếc thớt (thơ, 2003);
- Siêu thị mặt (thơ, 2006);
- Cánh đồng người (thơ song ngữ, 2010);
- Bờ sông trăng sáng (truyện ngắn, 2010);
- Màu tự do của đất (thơ, 2010);
- Ga sáng (thơ, 2016);
- Namkau (thơ, 2016);
- Nguồn (thơ, 2019);
- Ngô Văn Dụ – người làng Rau (ký, 2019);
- Chảy trên dòng thời gian (thơ, 2020);
- Ướp nhớ (thơ Namkau, 2020)…

Nguồn: 

## Vinh danh
- Giải thưởng Nhà nước về Văn học Nghệ thuật năm 2017.

### Giải thưởng văn học
- Giải nhì thơ Tạp chí Văn nghệ quân đội năm 1983 – 1984.
- Giải thưởng thơ tuần báo Văn nghệ các năm 1990, 1995.
- Giải ba truyện ngắn báo Người Hà Nội, năm 1986.
- Ba lần nhận giải thưởng Văn học của Hội Nhà văn Việt Nam (2004, 2012, 2019).
- Giải nhất thơ 50 năm Bộ đội biên phòng (1959 – 2009).
- Giải thưởng Bông lúa vàng năm 2011 (văn học viết về nông nghiệp, nông thôn, nông dân từ đổi mới đến nay).

Nguồn: 